# Pseudobryomima uintara
Pseudobryomima uintara är en fjärilsart som beskrevs av Smith 1911. Pseudobryomima uintara ingår i släktet Pseudobryomima och familjen nattflyn. Inga underarter finns listade i Catalogue of Life.